# Agoliinus explanatus
Agoliinus explanatus är en skalbaggsart som beskrevs av Leconte 1878. Agoliinus explanatus ingår i släktet Agoliinus och familjen Aphodiidae. Inga underarter finns listade i Catalogue of Life.